# Broadcom
Broadcom Corporation là một công ty sản xuất chip bán dẫn của Hoa Kỳ về mạng không dây và mạng băng thông rộng. Trụ sở chính của công ty được đặt tai Irvine, California. Broadcom được thành lập bởi Henry Samueli và Henry T. Nicholas III tại đại học California, Los Angeles (UCLA) vào năm 1991. Năm 1995, công ty chuyển từ Westwood, Los Angeles tới Irvine, California. Năm 1998, Broadcom niêm yết trên sàn chứng khoán NASDAQ (mã giao dịch: AVGO). Hiện tại, Broadcom đang có mặt tại 15 quốc gia với 11,750 nhân viên trên toàn thế giới.
Broadcom nằm trong top 10 hãng chip bán dẫn theo tổng doanh thu. Năm 2012, tổng doanh thu của Broadcom đạt 8.01 tỷ đô la. Năm 2013, Broadcom đứng thứ 327 trong bảng xếp hạng Fortune 500, tăng 17 bậc so với năm 2012. 
Ngày 28 tháng 5 năm 2015, công ty sản xuất linh kiện Avago Technologies Ltd. đồng ý mua lại Broadcom Corp. với giá 37 tỷ đô la Mỹ bằng tiền mặt và cổ phiếu. Cổ đông của Broadcom sẽ nắm 32% cổ phần của công ty mới được đặt tên là Broadcom Limited. Hock Tan, CEO của Avage trở thành CEO của công ty mới sau hợp nhất. Tiến sĩ Samuelli trở thành giám đốc kĩ thuật và thành viên ban giám đốc của công ty mới và tiến sĩ Nicholas là tư vấn chiến lược cho công ty mới.

## Các thương vụ sáp nhập
Tháng 9 năm 2011, Broadcom mua NetLogic Microsystems với giá 3.7 tỷ đô la bằng tiền mặt, chưa bao gồm 450 triệu đô la cổ phần của nhân viên NetLogic, những người sẽ chuyển sang làm việc cho Broadcom
Bên cạnh NetLogic Microsystems, Broadcom đã thâu tóm nhiều công ty nhỏ hơn để phát triển nhanh trên những thị trường mới.
| Ngày tháng       | Công ty bị thâu tóm                  | Giá trị                                                        | Chuyên môn                                                    |
| ---------------- | ------------------------------------ | -------------------------------------------------------------- | ------------------------------------------------------------- |
| Tháng 1 năm 1999 | Maverick Networks                    | $104M bằng cổ phiếu                                            | Thiết bị chuyển mạch                                          |
| April 1999       | Epigram                              | $316M bằng cổ phiếu                                            | Home networking using telephone wiring, WiFi                  |
| June 1999        | Armedia Inc.                         | $67.2M bằng cổ phiếu                                           | Digital Video Decoders                                        |
| August 1999      | HotHaus Technologies                 | $280M bằng cổ phiếu                                            | DSP software for VOIP                                         |
| August 1999      | Altocom                              | $180M bằng cổ phiếu                                            | Software modem software                                       |
| January 2000     | BlueSteel Networks                   | $123M bằng cổ phiếu                                            | Security processors                                           |
| March 2000       | Digital Furnace Corp                 | $136M bằng cổ phiếu                                            | Data compression software                                     |
| March 2000       | Stellar Semiconductor                | $162M bằng cổ phiếu                                            | 3D graphics processors                                        |
| June 2000        | Pivotal Technologies                 | $242M bằng cổ phiếu                                            | Digital video chips                                           |
| July 2000        | Innovent Systems                     | $500M bằng cổ phiếu                                            | Bluetooth radios                                              |
| August 2000      | Puyallup Integrated Circuit Company  | IC design and IC macro blocks                                  |                                                               |
| July 2000        | Altima Communications                | $533M bằng cổ phiếu                                            | Networking chips                                              |
| October 2000     | Newport Communications               | $1240M bằng cổ phiếu                                           | 10Gbit Ethernet transceivers                                  |
| October 2000     | Silicon Spice                        | $1000M bằng cổ phiếu                                           | DSP chips for VOIP                                            |
| November 2000    | Element 14                           | $594M bằng cổ phiếu                                            | DSL chipsets                                                  |
| November 2000    | SiByte, Inc                          | $2060M bằng cổ phiếu                                           | MIPS, Broadband microprocessors                               |
| December 2000    | Allayer Communications               | $271M bằng cổ phiếu                                            | Enterprise and optical networking chips                       |
| January 2001     | VisionTech, Ltd.                     | $777M bằng cổ phiếu                                            | MPEG-2 compression/decompression of PVRs                      |
| January 2001     | ServerWorks Corp.                    | $1003M bằng cổ phiếu                                           | I/O controllers for servers and workstations                  |
| July 2001        | PortaTec Corporation                 | Mobile devices                                                 |                                                               |
| July 2001        | Kimalink                             | Wireless and mobile ICs                                        |                                                               |
| May 2002         | Mobilink Telecom, Inc.               | $5.6M shares of stock                                          | Baseband processors for cellphones                            |
| March 2003       | Gadzoox Networks                     | $5.8M tiền mặt                                                 | Storage-area networks                                         |
| January 2004     | RAIDCore, Inc.                       | $16.5M tiền mặt                                                | RAID software                                                 |
| April 2004       | M-Stream Inc.                        | $8.7M tiền mặt and 27000 shares of stock                       | Technology to improve wireless reception                      |
| April 2004       | Sand Video, Inc.                     | $77.5M bằng cổ phiếu and $7.4M tiền mặt                        | Video compression technology                                  |
| April 2004       | WIDCOMM, Inc.                        | $49M tiền mặt                                                  | Software for Bluetooth systems                                |
| April 2004       | Zyray Wireless, Inc.                 | $96M bằng cổ phiếu                                             | Baseband processors for WCDMA                                 |
| September 2004   | Alphamosaic, Ltd.                    | $123M bằng cổ phiếu                                            | Video processors for mobile devices                           |
| February 2005    | Alliant Networks, Inc.               | Cellular gateway products                                      |                                                               |
| March 2005       | Zeevo, Inc.                          | $26.4M tiền mặt and $2.6M bằng cổ phiếu                        | Bluetooth headset products                                    |
| July 2005        | Siliquent Technologies, Inc.         | $76M tiền mặt                                                  | 10Gbit Ethernet interface controllers                         |
| October 2005     | Athena Semiconductors, Inc.          | $21.6M tiền mặt                                                | Digital TV tuners and Wifi technology                         |
| January 2006     | Sandburst Corporation                | $75M tiền mặt and $5M bằng cổ phiếu                            | SOC chips for Ethernet packet switching                       |
| November 2006    | LVL7 Systems, Inc.                   | $62M tiền mặt                                                  | Networking software                                           |
| May 2007         | Octalica, Inc.                       | $31M tiền mặt                                                  | Multimedia Over Coax technology                               |
| June 2007        | Global Locate, Inc.                  | $146M tiền mặt                                                 | GPS chips and software                                        |
| March 2008       | Sunext Design, Inc.                  | $48M tiền mặt                                                  | Optical disk drive technologies                               |
| August 2008      | AMD (DTV Processor Division)         | $141.5M tiền mặt (Original deal was $192.8M)                   | Xilleon DTV processor chips, software and TV tuners           |
| December 2009    | Dune Networks                        | $178M tiền mặt                                                 | High speed network switches                                   |
| February 2010    | Teknovus                             | $123M tiền mặt                                                 | Ethernet Passive Optical Network (EPON) chipsets and software |
| June 2010        | Innovision Research & Technology plc | $47.5M tiền mặt                                                | Near field communication expertise and IP                     |
| October 2010     | Beceem Communications                | $316M tiền mặt                                                 | 4G LTE/WiMax expertise                                        |
| November 2010    | Gigle Networks                       | $75M tiền mặt                                                  | Multimedia home networking                                    |
| April 2011       | Provigent Ltd.                       | $313M tiền mặt                                                 | Microwave Backhaul                                            |
| May 2011         | SC Square Ltd.                       | $41.9M tiền mặt                                                | Israel-based security software developer                      |
| September 2011   | NetLogic Microsystems                | $3.7 billion                                                   | Next-generation Internet networks                             |
| March 2012       | BroadLight                           | $230M tiền mặt                                                 | Israel-based fiber access PON developer                       |
| June 2012        | Wisair                               | $1M tiền mặt                                                   | Short-range Wireless data transmission                        |
| January 2013     | BroadLogic                           | video encoders/decoders, QAM modulation and wideband receivers |                                                               |
| September 2013   | Renesas Mobile Corporation           | $164M tiền mặt                                                 | Mobile chipset platforms (LTE-Related Assets)                 |